# Duhový most (pověst)
Duhový most (anglicky: Rainbow Bridge) je místo často zmiňované lidmi, jimž zemřelo jejich zvířátko. Je také tématem básní v próze z období let 1980–1992, která je mezi milovníky zvířat, kteří utrpěli ztrátu svého zvířecího partnera, velmi populární. Pověst uvádí, že duše zesnulých zvířátek se dostanou do ráje se zelenými loukami a kopci, a že jejich těla jsou prosta všech nemocí a zranění. Všichni si zde hrají a běhají, ale zároveň postrádají lásku svého lidského partnera. Jednoho dne se však jejich pán objeví, znovu se setkají a poté společně přejdou Duhový most a jdou do nebe spolu a již nikdy se nerozdělí.

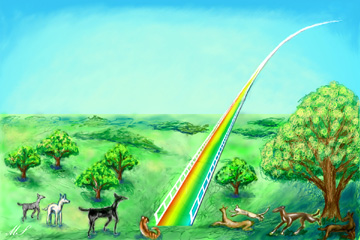
Duhový most, Maris Stella.

Příběh o Duhovém mostu je rozšířen především v severní Evropě a v anglosaských zemích, kde má dlouhou historii. Ačkoliv žádné náboženství konkrétně nezmiňuje místo, kam se dostanou duše zesnulých zvířat, je jistá podobnost s Bifröstským mostem v norské mytologii.

## Příběh o Duhovém mostu
Na nebesích je místo, kterému se říká Duhový most. Když umře zvíře, zvláště takové, které bylo někomu blízké, odchází k Duhovému mostu. Pro naše milé kamarády tam jsou louky a kopce, kde mohou běhat a společně si hrát. Je tam spousta jídla, vody, slunečního svitu a naši přátelé jsou v teple a pohodlí. Všechna nemocná a stará zvířata jsou opět zdravá a při síle, kdo byl zraněn nebo zmrzačený, je nyní opět silný a zdravý, tak jak si ho v našich snech pamatujeme z dávných dnů a již minulých časů. Zvířata jsou šťastná a spokojená až na jednu maličkost: všechna postrádají někoho velmi zvláštního, někoho koho opustila. Hrají si a běhají spolu, ale přijde den kdy se jedno náhle zastaví a hledí do dálky. Jeho jasné oči pátravě pozorují, netrpělivé tělo se začíná chvět. Náhle vyběhne ze skupinky zvířat, letí přes zelené louky, rychleji a rychleji. Až se nakonec ty a tvůj kamarád sejdete v nesmírné radosti. Déšť šťastných polibků pokrývá tvou tvář, tvé ruce opět hladí milovanou hlavičku, znovu hledíš do těch přenádherných důvěřivých očí, jež nadlouho zmizely z tvého života, ale nikdy z tvého srdce. A přes Duhový most půjdete spolu a nikdy se už nerozejdete.
Autor neznámý, Duhový most